# المتنزه الوطني المنطقي ميلفاش بليموزا
المتنزه الوطني الجهوي ميلفاش بليموزا (بالفرنسية: Parc naturel régional de Millevaches en Limousin)‏ هو متنزه وطني فرنسي تأسس سنة 2004. مساحته 3143 كم². ويقع في ثلاث مقاطعات بمنطقة آكيتين الجديدة (كوريز، كروز، هوت فيين). حسب الترتيب الزمني، هي الحديقة الطبيعية الثانية في إقليم ليموزان؛ أما الحديقة الأول (Périgord-Limousin)، تعود إلى عام 1998.

## صور

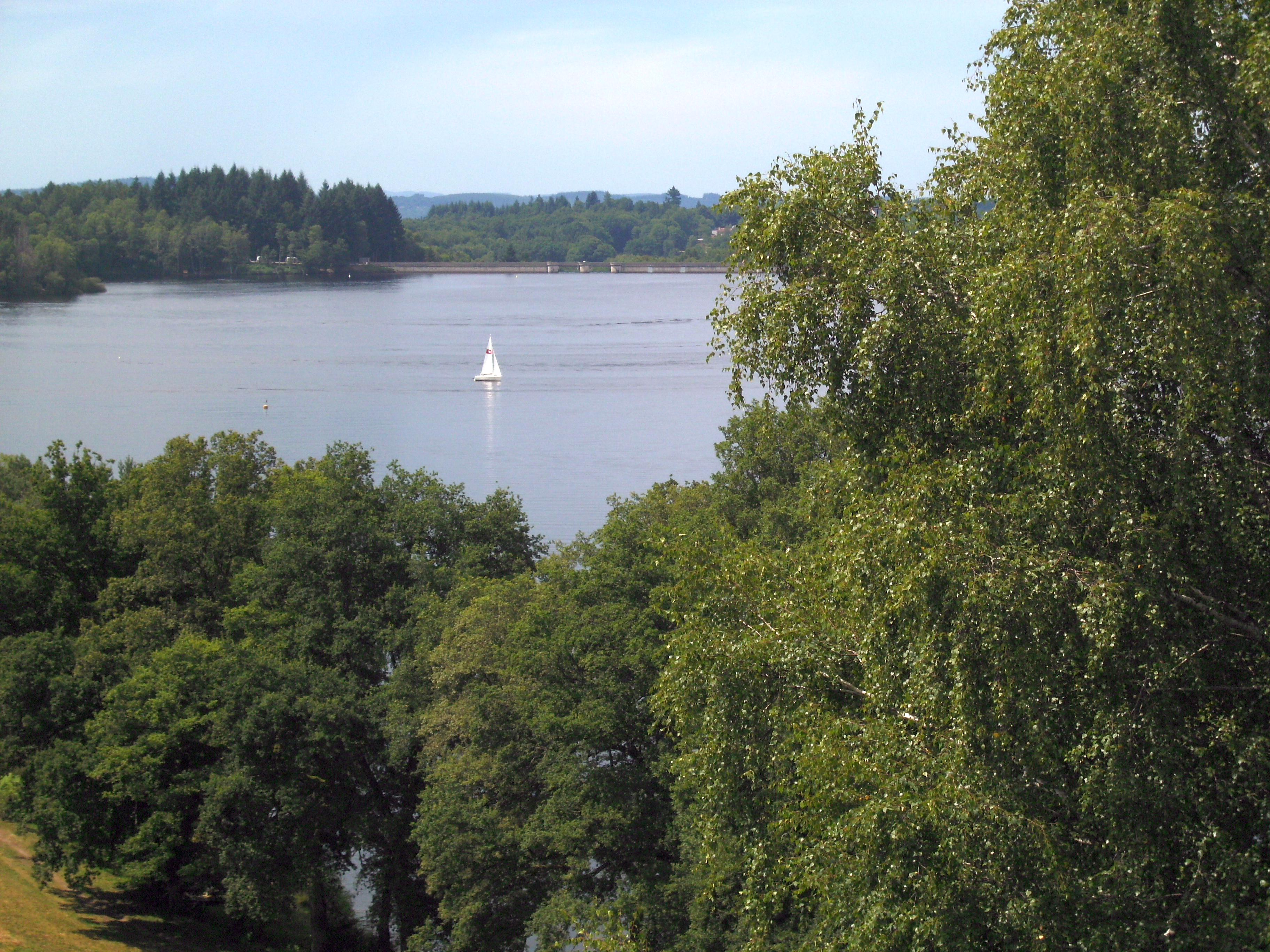
بحيرة (Vassivière)
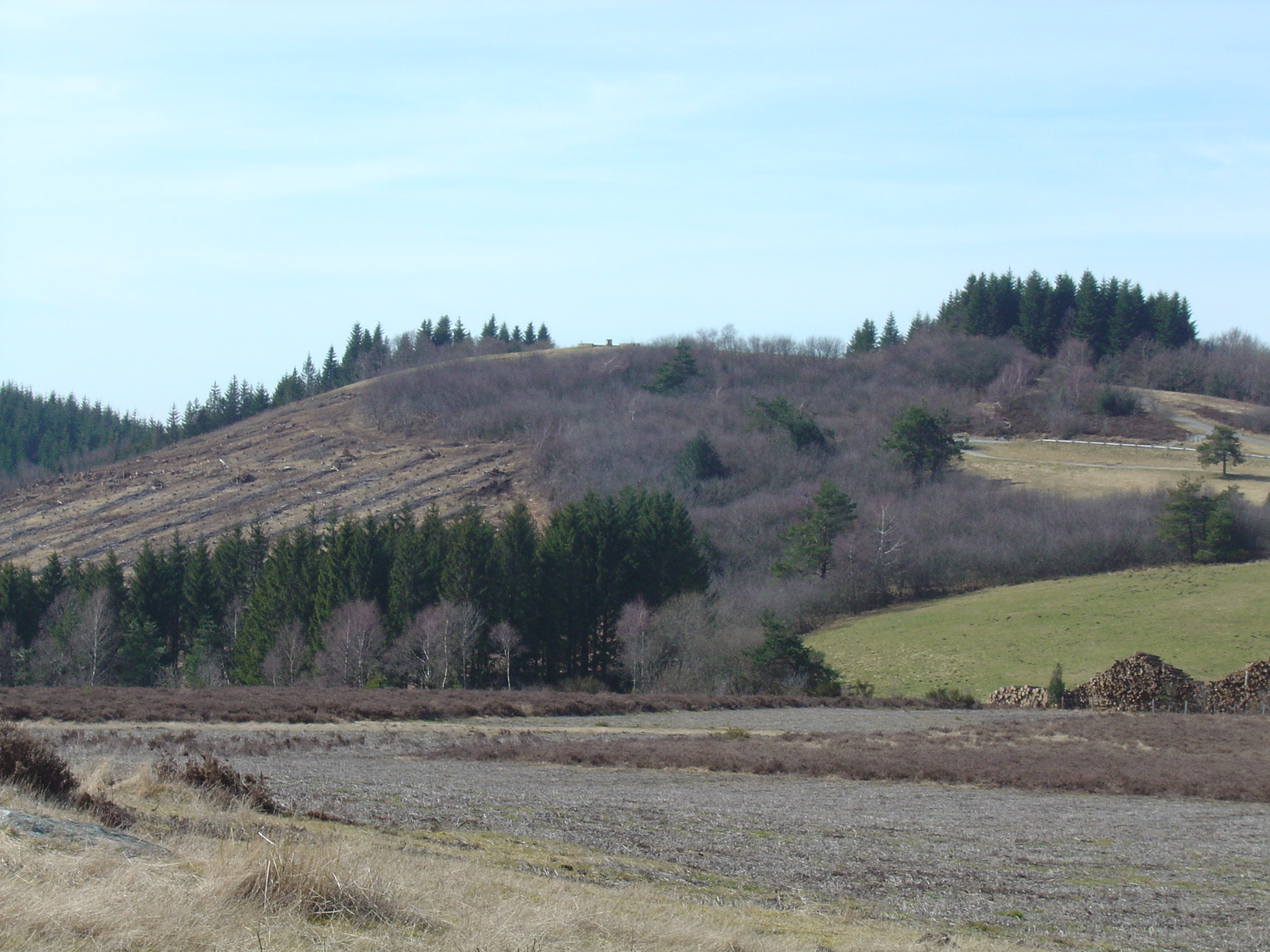
تل
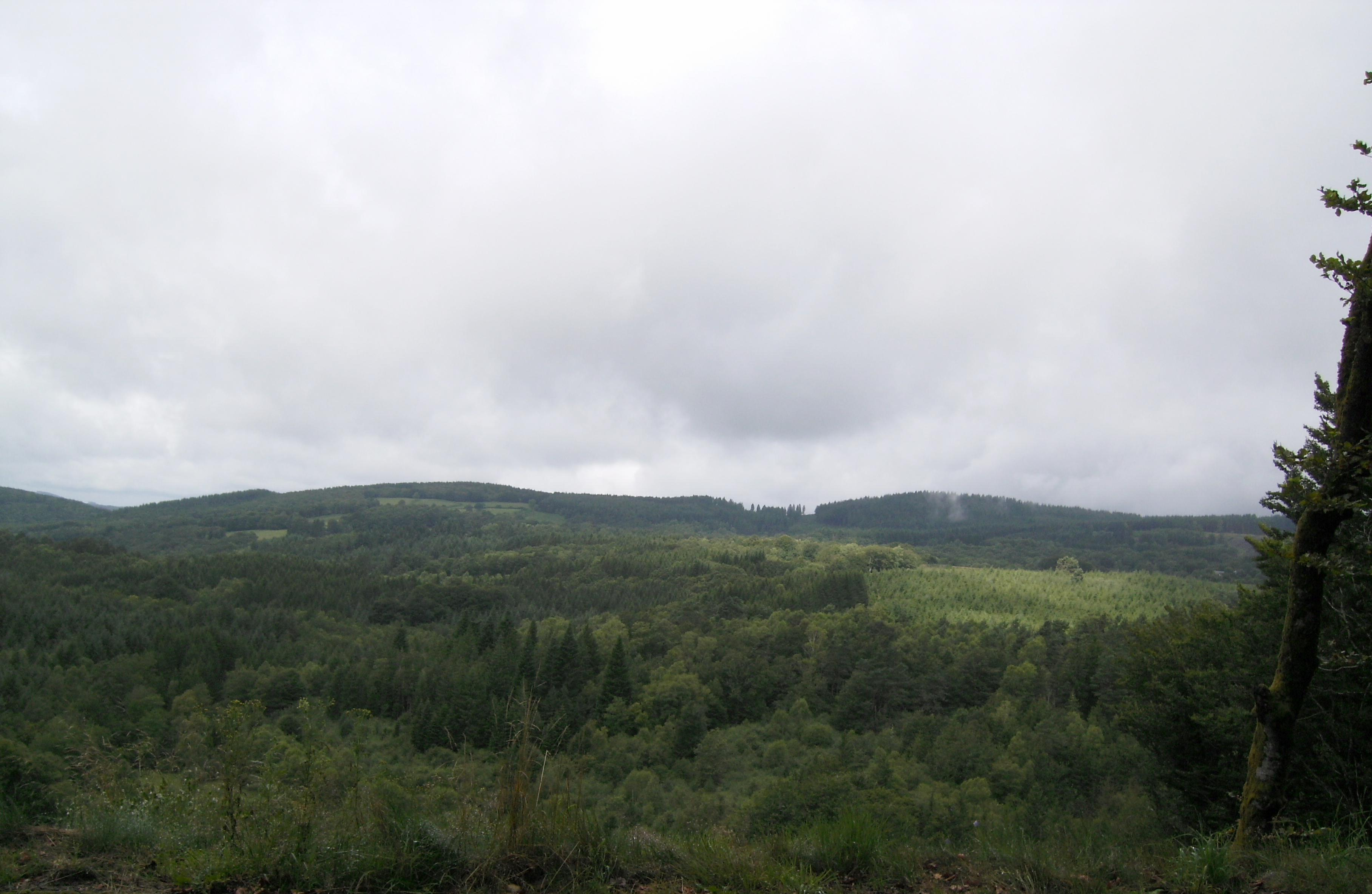
شجيرات
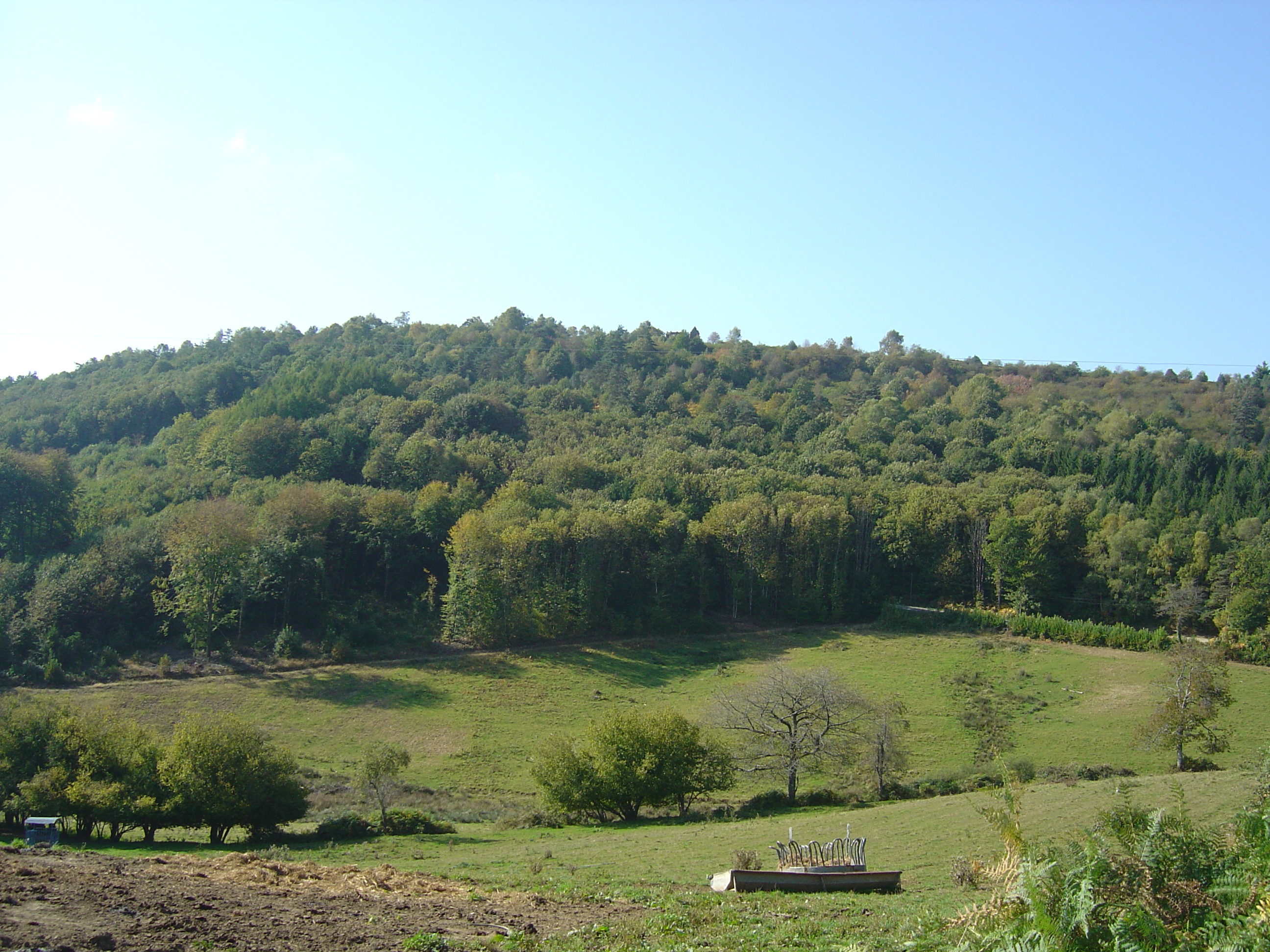
جبل غارغان
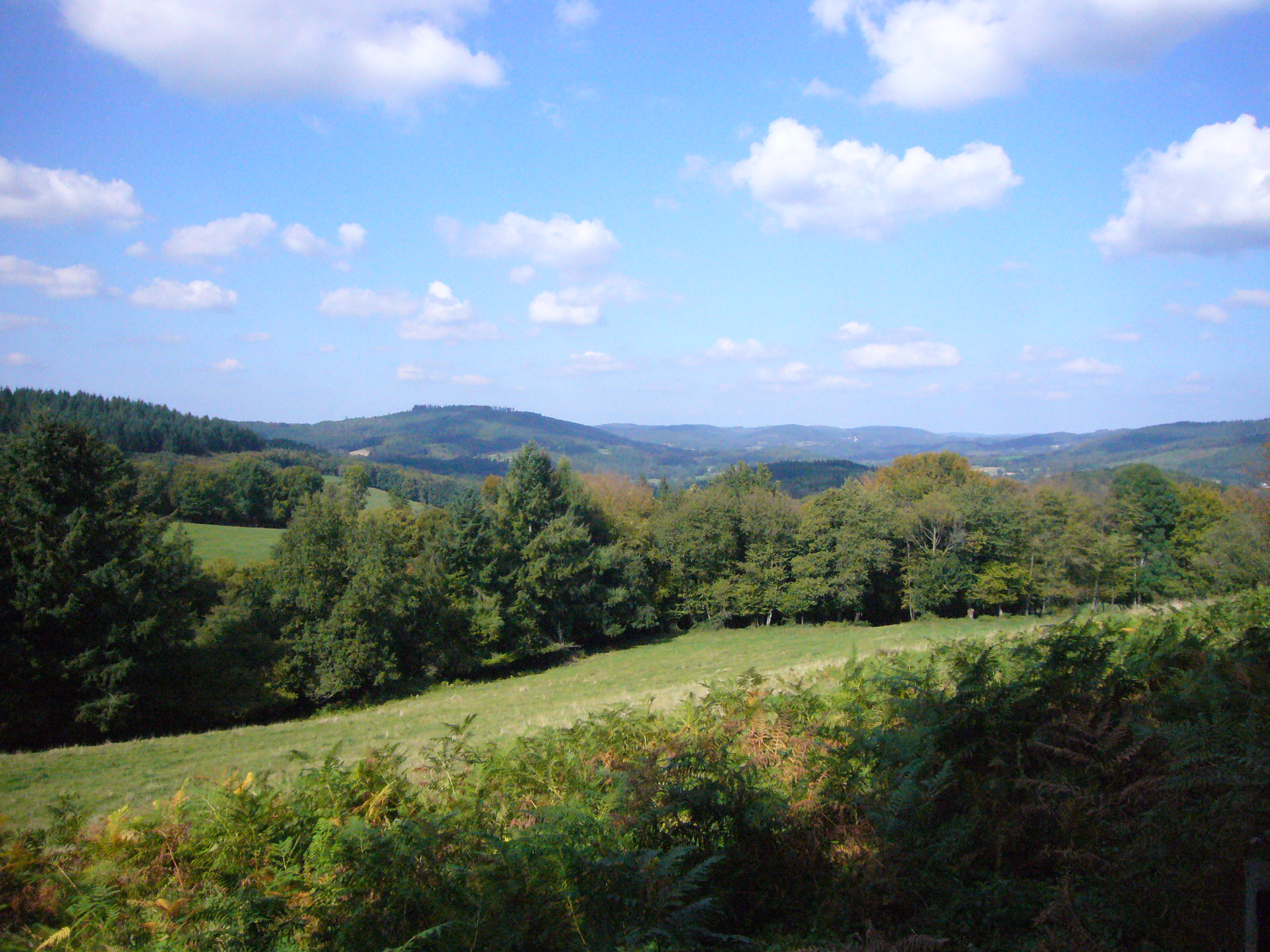
منظر طبيعي